# 叶菲姆·泽尔曼诺夫
叶菲姆·伊萨科维奇·泽尔曼诺夫（俄語：Ефи́м Исаа́кович Зе́льманов，羅馬化：Efim Isaakovich Zelmanov，1955年09月7日—），俄罗斯数学家。主要工作涉及非结合代数、群论，并解决了伯恩赛德猜想。1994年，获得菲尔兹奖。

## 生平
1955年，出生于哈巴罗夫斯克（伯力）。1990年移居美国。2011年，成为圣迭戈加利福尼亚大学教授。